# Daniel Arango
Daniel Arango (Itagüí, Antioquia, Colombia; 16 de mayo de 1990) es un futbolista colombiano. Juega de mediocampista.

## Clubes
| Club              | País     | Año         |
| ----------------- | -------- | ----------- |
| Atlético Nacional | Colombia | 2008 - 2010 |
| Águilas Doradas   | Colombia | 2011 - 2012 |